# Uropoda misella
Uropoda misella es una especie de arácnido del orden Mesostigmata de la familia Uropodidae.

## Distribución geográfica
Se encuentra en Polonia, Francia y la República Checa.